# Amtshaus Sonnenstrasse (Gossau SG)

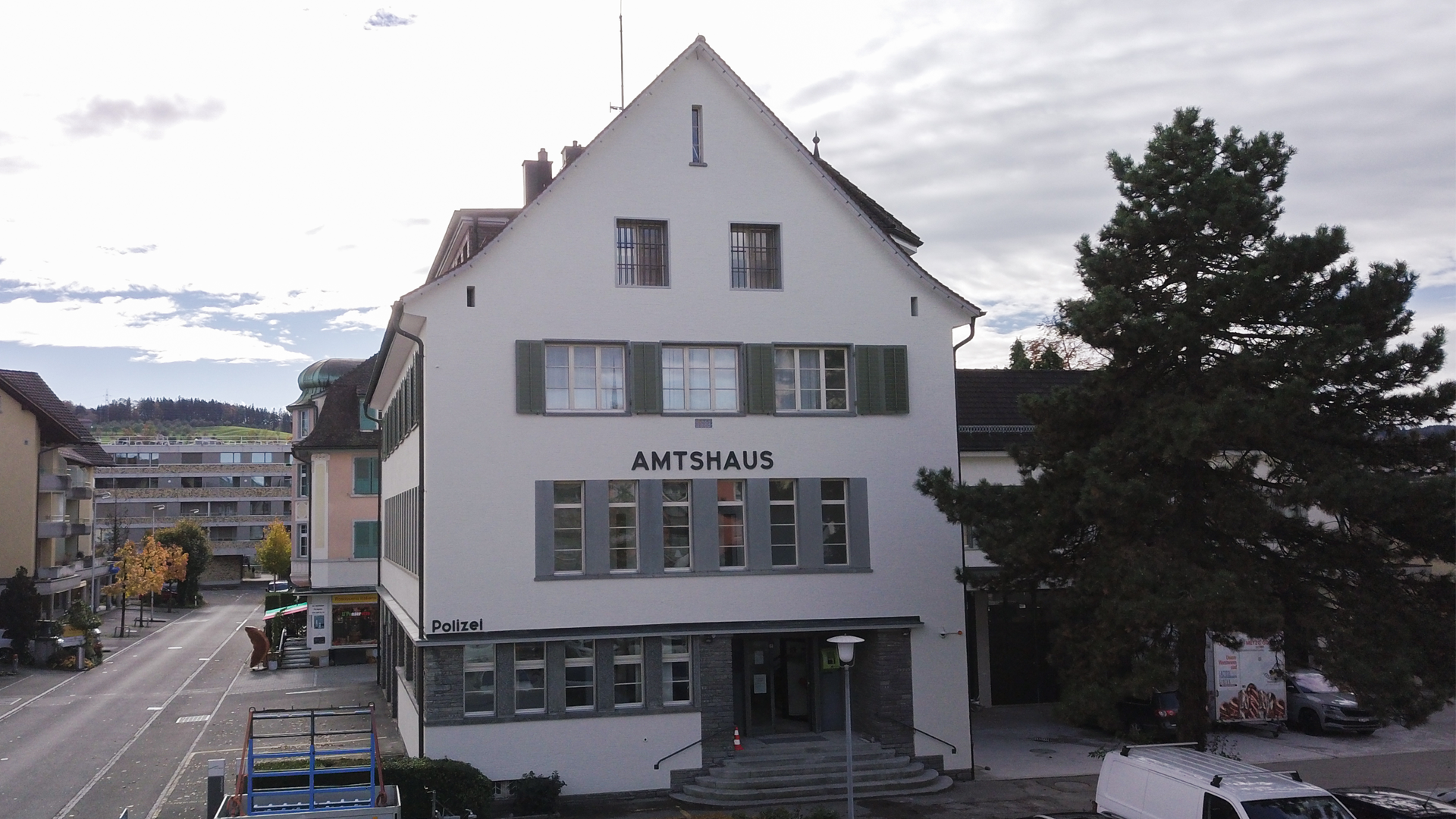
Das Amtshaus an der Sonnenstrasse 4 in Gossau SG. Aufnahme aus dem Jahr 2023.

Das Amtshaus an der Sonnenstrasse 4 in Gossau SG wurde 1932/1933 vom Flawiler Architekten Karl Zöllig anstelle eines Spritzenhauses erbaut. Der Massivbau hat vier Vollgeschosse und einen rückseitigen Anbau, der in den Jahren 1974/1975 erstellt wurde.

## Architektonische Merkmale
Das Amtshaus weist über zwei Geschossen einen von Satteldächern hufeisenförmig umschlossenen Dach-Innenhof auf. Am Anbau befindet sich westseitig ein Risalit, also ein in ganzer Höhe des Bauwerks vorspringender Gebäudeteil, unter abgewalmtem Dach. Auf der östlichen Traufseite sind drei grosse Garagentore im Erdgeschoss. 
Beim Amtshaus handelt es sich um einen markanten Bau mit gut einsehbaren Schaufassaden. Die beherrschende Stellung und konsequente architektonische Gestaltung machen das Gebäude zu einem bedeutenden Element innerhalb des Ensembles. 
Auch im Inneren befindet sich Bemerkenswertes: Der Gerichtssaal wird durch einen Glasgemälde-Zyklus des Gossauer Kirchenmalers Augustin Meinrad Bächtiger zum Thema «Schuld und Sühne» bereichert. Traditionell aufgefasst, präsentiert sich das Amtshaus noch heute weitgehend in Originalzustand. 